# 大阪府道178号八尾停車場線
大阪府道178号八尾停車場線（おおさかふどう178ごう やおていしゃじょうせん）は、大阪府八尾市を通る一般府道である。

## 概要
八尾市安中町3丁目から八尾市光南町1丁目に至る。

### 路線データ
- 起点：大阪府八尾市安中町3丁目（JR西日本関西本線 八尾駅前）
- 終点：大阪府八尾市光南町1丁目（光南町北交差点、大阪府道5号大阪港八尾線交点）
- 総延長：1.1 km

## 歴史
- 1993年（平成5年）5月11日 - 建設省から、府道八尾停車場線の一部を大阪港八尾線として主要地方道に指定される[1]。

## 地理

### 通過する自治体
- 大阪府
  - 八尾市

### 交差する道路
| 交差する道路            | 交差する場所 | 交差する場所        |
| ----------------------- | ------------ | ------------------- |
| 大阪府道5号大阪港八尾線 | 光南町1丁目  | 光南町北交点 / 終点 |

### 沿線
- JR西日本関西本線 八尾駅
- 大阪シティ信用金庫 JR八尾駅前支店
- 関西みらい銀行 八尾中央出張所
- 近畿労働金庫 八尾支店
- 八尾市水道局